# Otra Noche (EP)
Otra Noche es el primer EP de la agrupación colombiana Ventino. Fue lanzado mundialmente el 13 de septiembre de 2019 por el sello Sony Music Entertainment.

## Listado de canciones
| N.º | Título                       | Duración |  |
| 1.  | «Prometo Olvidarte»          | 03:38    |  |
| 2.  | «Estás» (con Jeon)           | 03:12    |  |
| 3.  | «Otra Noche»                 | 03:18    |  |
| 4.  | «Soltar Tu Mano» (con Roman) | 03:15    |  |